# San Francisco Ozomatlán
San Francisco Ozomatlán är en ort i Mexiko.   Den ligger i kommunen Huitzuco de los Figueroa och delstaten Guerrero, i den södra delen av landet, 170 km söder om huvudstaden Mexico City. San Francisco Ozomatlán ligger 534 meter över havet och antalet invånare är 1 410.
Terrängen runt San Francisco Ozomatlán är huvudsakligen kuperad, men söderut är den bergig. San Francisco Ozomatlán ligger nere i en dal. Runt San Francisco Ozomatlán är det ganska glesbefolkat, med 29 invånare per kvadratkilometer. Närmaste större samhälle är San Agustín Oapan, 10,9 km väster om San Francisco Ozomatlán. I omgivningarna runt San Francisco Ozomatlán växer huvudsakligen savannskog.